# Chevrolet Camaro (второе поколение)
Chevrolet Camaro — культовый американский спортивный автомобиль, pony car, выпускающийся подразделением Chevrolet корпорации General Motors. Автомобили второго поколения производились с февраля 1970 по август 1981 года, всего было произведено почти два миллиона экземпляров. Название Camaro является производным от французского camarade — друг, приятель.
Из-за затянувшегося процесса проектирования и проблем с подготовкой производства Camaro второго поколения поступил в продажу в только феврале 1970 года, поэтому его иногда называют автомобилем 1970½ модельного года (м. г.). Выпускались только закрытые двухдверные четырёхместные купе, кабриолетов не было.
Автомобиль стал немного длиннее, ниже и шире, но колёсная база осталась такой же, как на моделях первого поколения. Внешний вид нового Camaro был необычным для американских автомобилей того времени, он скорее напоминал европейские спортивные машины.
Особенностью Camaro всегда был широкий выбор устанавливаемых силовых агрегатов. Автомобили второго поколения с самого начала выпуска имели семь разных моторов, которые сочетались с четырьмя типами коробок передач. Под воздействием всё ужесточающийся требований по ограничению выбросов и нефтяного кризиса количество двигателей сократилось до трёх в 1975—1979 модельных годах, но начиная с 1980 года их гамма была обновлена и расширена.
За 12 лет производства внешний вид автомобиля был заметно изменён в 1974 и 1977 годах, поэтому хронологию его развития принято делить на три периода: 1970—1973, 1974—1976 и 1978—1981 модельные годы.

## Хронология

### 1970 модельный год
26 февраля 1970 года первые автомобили нового поколения поступили в продажу. Camaro собирался на двух заводах корпорации: в Норвуде, штат Огайо и в Ван-Найс, Калифорния. Стандартная модель Sport Coupe могла быть дополнена пакетом специального оформления Rally Sport (RS), или оборудована более мощными моторами в исполнении Super Sport (SS), или оснащена скоростным пакетом Z28. Причём, все опции могли сочетаться друг с другом. Помимо стандартных рядного шестицилиндрового (L22) и V-образного восьмицилиндрового двигателя (L14) рабочим объёмом 5 литров (307 cid, на любую модель по заказу можно было установить 5,7-литровый (350 cid) мотор (L65) мощностью 250 л. с. (bhp). Модель в исполнении Rally Sport имела большую выдвинутую вперёд решётку радиатора, разделившую бампер на две части. На Super Sport устанавливался либо 5,7-литровый мотор (L48) мощностью 300 л. с. (bhp), либо один из 6,6-литровых (396 cid) моторов мощностью 350 л. с. (bhp) или 375 л. с. (bhp). Пакет опций Z28 включал в себя специальный 5,7-литровый двигатель (LT1) мощностью 360 л. с. (bhp), спойлеры спереди и сзади и раскраску в виде двух широких полос на капоте и крышке багажника, белого цвета для автомобилей окрашенных в тёмные цвета и чёрного цвета для автомобилей светлых оттенков.

### 1971 модельный год
Первые автомобили поступили в продажу 29 сентября 1970 года. Список моделей и вариантов их исполнения остался прежним. Внешних отличий от автомобилей предыдущего модельного года было мало: серебристая эмблема в виде буквы «C» на капоте была заменена на красную, сзади вместо надписи «Camaro by Chevrolet» осталась просто «Camaro». В салоне появились новые передние кресла с высокой спинкой с интегрированным подголовником, угол наклона спинки водительского сидения впервые можно было изменять, устанавливая в двух положениях. Для выполнения требования законодательства по снижению токсичности отработавших газов, все двигатели были переведены на неэтилированный бензин, их степень сжатия была снижена и, соответственно упала мощность. На модели в исполнении SS перестали устанавливать самый мощный (L78) двигатель. Полосы на капоте и крышке багажника, выделявшие модель Z28 перестали красить в чёрный цвет, с этого модельного года они были только белыми. С апреля 1971 года низкий задний спойлер был заменён на высокой похожий на хвост утки (duck-tail).

### 1972 модельный год
Автомобили начали продавать 23 сентября 1971 года. Остался только один завод по производству Camaro, в Норвуде, сборка автомобилей в Ван-Найс была прекращена. В этом модельном году была изменена форма решётки радиатора базовой модели, её ячейки стали крупнее. В салоне стали устанавливать трёхточечные ремни безопасности, вместо применявшихся ранее отдельных поясного и плечевого (диагонального) ремней. Эта замена вводилась постепенно в течение года. Были обновлены обивки дверей, в нижней их части появились большие плоские карманы для хранения карты, например. Новый механизм переключения передач четырёхступенчатой коробки требовал утапливания рычага при включении задней передачи, что исключило её случайный выбор. С целью удешевления автомобиля серьёзно сократился список дополнительного оборудования. В соответствии с введёнными стандартами теперь указывалась реальная мощность полностью оборудованного двигателя на автомобиле, а не стендовая, замеренная в специальных условиях, то есть её величина стала ещё меньше. Из-за почти четырёхмесячной забастовки рабочих сборочного завода в Норвуде, в этом модельном году было выпущено меньше всего Camaro.

### 1973 модельный год
Продажа автомобилей началась 21 сентября 1972 года. В этом модельном году мощная и скоростная опция SS (Super Sport) была заменена на комфортабельную и тихую Type LT (Luxury Touring), которая стала отдельной моделью. Автомобилей Camaro второго поколения в исполнении SS больше не будет. Соответственно, исчез и самый большой 6,6-литровый (396 cid) двигатель. Таким образом, любая из двух моделей, стандартная и люксовая Type LT могли быть оборудованы пакетом опций Rally Sport или Z28. Для выполнения требований законодательства по сопротивлению удару, на передний усиленный бампер модели в обычном исполнении стали устанавливать мощные обрезиненные «клыки». Комплектация Z28 стала оснащаться новым двигателем (L82), что позволило впервые устанавливать на неё кондиционер, за отдельную плату. Появились колёса и колпаки колёс в новом оформлении. Из списка опций исчезла старая двухступенчатая автоматическая трансмиссия Powerglide, а в трёхступенчатой автоматической трансмиссии Turbo Hydra-Matic появилась возможность удерживать заданную передачу (первую или вторую) переводом рычага переключения в соответствующее положение.

### 1974 модельный год
Первые автомобили поступили в продажу 20 сентября 1973 года. В соответствии с федеральным законодательством на Camaro установили энергопоглощающие бампера, что привело с серьёзным изменениям передней и задней частей автомобиля. Новые плоские, заходящие на боковины задние фонари позволили избавиться от боковых габаритов. Интерьер был немного обновлён, появились инерционные ремни безопасности. С начала 1974 года на автомобиль стали устанавливать законодательно обязательную систему, блокирующую запуск двигателя при непристёгнутых ремнях. Она вызывала массовое недовольство владельцев, как правило, её быстро отключали, и к концу года этот закон был отменён. Комплектации Rally Sport в этом модельном году не было. Выпускались две модели: стандартная и люксовая Type LT. Любая из них могла быть оборудована спортивным пакетом опций Z28 с новой оригинальной внешней отделкой. Стандартный пятилитровый V-образный двигатель (307 cid) был исключён из комплектации, остались только 5,7-литровые моторы (350 cid) разной мощности и рядный шестицилиндровый двигатель. Усилитель руля стал стандартным оборудованием, до 95 литров был увеличен объём топливного бака. По заказу на автомобиль впервые можно было установить радиальные шины.

### 1975 модельный год
Автомобили появились в продаже 27 сентября 1974 года. Главным внешним отличием моделей этого года стало большое панорамное, заходящее на боковины заднее стекло. Теперь проблема с «мёртвыми», не просматриваемыми зонами сзади была решена. Комплектация Z28 исчезла из производственной программы, осталось только две модели: стандартная и люксовая Type LT. С середины модельного года на любую из них стало возможным установить вновь появившийся пакет Rally Sport. В нём не предлагались скрытые фары или разрезанный бампер, как это было раньше, это был просто иной вариант цветового оформления автомобиля. Помимо базового шестицилиндрового двигателя (L22) остались только два 5,7-литровых (350 cid) восьмицилиндровых мотора (L65, LM1) разной степени форсировки. Радиальные шины теперь входили в стандартную комплектацию. Для выполнения более жёстких требований по ограничению токсичности отработавших газов на все автомобили стали устанавливать каталитический нейтрализатор. Он размещался под полом салона в ногах пассажира, пол в этом месте был немного приподнят и заметно нагревался. На крышке бензобака теперь было написано «Только неэтилированный бензин», а для того, чтобы водитель не ошибся, была изменена заправочная горловина, обычный толстый заправочный пистолет туда уже не входил.

### 1976 модельный год
Продажи автомобилей начались 2 октября 1975 года. В комплектации Rally Sport автомобиль имел чёрную, но не доходящую до заднего окна и стоек окраску крыши, чёрные передние стойки, капот и верхние поверхности передних крыльев, всё это было отделено от основной части кузова цветной окантовкой. Эту комплектацию можно было установить как на стандартную модель, так и на люксовую Type LT. Для модели LT можно было заказать виниловую обивку, также закрывающую только часть крыши, так называемую «крышу ландо» (landau roof) в сочетании с полированной алюминиевой панелью сзади. Немного обновился салон, на модель LT стали устанавливать передние кресла в новом оформлении, а приборная панель получила отделку под кожу. Новый пятилитровый (305 cid) V-образный восьмицилиндровый двигатель (LG3) заменил 5,7-литровый мотор (L65). Таким образом, в этом модельном году предлагалось всего три двигателя: базовый шестицилиндровый и два опционных восьмицилиндровый мотора. Усилитель тормозов стал стандартным оборудованием всех автомобилей, кроме тех, что имели шестицилиндровый мотор.

### 1977 модельный год
Первые автомобили поступили в продажу 30 сентября 1976 года. Вновь началась сборка Camaro на заводе в Ван-Найс, Калифорния. Во второй половине модельного года снова появился знаменитый Camaro Z28 со спойлерами спереди и сзади, окрашенными в цвет кузова бамперами и оригинальным орнаментом на капоте, это была опция, доступная только для базовой модели. Соответственно, в этом году предлагались следующие модели Camaro: стандартная Sport Coupe и люксовая Type LT, каждая из которых могла иметь оформление Rally Sport с чёрной крышей, передними стойками и капотом, но только стандартная модель оснащалась пакетом опций Z28. Помимо оригинального внешнего вида модель в исполнении Z28 имела мощный двигатель LM1 (единственная версия, на которую восьмицилиндровый двигатель устанавливался стандартно, остальные модели оснащались мотором V8 только по заказу), двойную выпускную систему с пониженным сопротивлением выхлопу, усиленное сцепление и коробку передач, специальную подвеску со стабилизаторами поперечной устойчивости спереди и сзади, «быстрое» рулевое управление, окрашенные в цвет кузова колёса и специальные радиальные шины. Кузов окрашивался специальными цветами семи оттенков, окантовка фар и подфарников была чёрной. Цвет орнамента на капоте, а также отделки спойлеров, молдингов на боковинах и надписей зависел от цвета кузова. Эмблемы Z28 располагалась слева по центру на чёрной решётке радиатора, а также на передних крыльях, задней панели, крышке воздухоочистителя двигателя и рулевом колесе. В этом модельном году Camaro впервые обошёл Mustang по объёму продаж: 198 755 шт. Camaro против 161 654 шт. Mustang.

### 1978 модельный год
Продажа автомобилей началась 6 октября 1977 года. В этом модельном году была произведена последняя крупная модернизация внешнего вида Camaro. Энергопоглащающие бампера были закрыты окрашенными в цвет кузова упругими пластиковыми панелями спереди и сзади, появилась новая решетка радиатора, передние крылья, а сзади — новые трёхцветные фонари. Как и раньше, стандартная Sport Coupe и люксовая Type LT модели могли иметь чёрную отделку крыши и капота в обрамлении цветных полосок в комплектации Rally Sport, но только стандартная модель оснащалась скоростным пакетом Z28 с самым мощным (185 л. с.) восьмицилиндровым двигателем. У Z28 в этом модельном году появилась имитация воздухозаборника на капоте, окружённая цветным орнаментом и реальные вентиляционные отверстия для отвода горячего воздуха от двигателя на передних крыльях. По заказу кузов любой модели мог оснащаться съёмными панелями из тонированного стекла над головой водителя и пассажира, когда их убирали в багажник, Camaro превращался в автомобиль с открытым кузовом типа тарга (t-top). Данная опция была недоступна с виниловым покрытием крыши. Некоторые изменения были внесены в ходовую часть, в частности, была усилена рама спереди, а в угоду топливной экономичности были уменьшены передаточные числа главной передачи. 11 мая 1978 года с конвейера сборочного завода в Ван-Найс сошёл двухмиллионный с начала выпуска (1966 г.) Camaro.

### 1979 модельный год
Автомобили начали продаваться 21 сентября 1978 года. Вновь была изменена вся гамма моделей. Люксовую модель Type LT заменила такая же комфортабельная Berlinetta с блестящей решёткой радиатора, хромированными надписями на капоте, стойках и крышке багажника и особым образом расположенными тонкими цветным полосками на кузове. Самая дорогая модель была укомплектована по полной: везде, где только можно, была уложена дополнительная шумоизоляция, специальная отделка включала дополнительную подсветку салона и отделку передней панели под кожу. Теперь только на стандартную модель Sport Coupe можно было заказать стильную комплектацию Rally Sport или скоростную Z28. В комплектации Rally Sport, помимо чёрного, капот, верхняя часть крыльев и крыша могли быть окрашены в тёмно-синий или коричневый с металлическим эффектом цвета. Новая расцветка версии Z28 включала в себя оригинальные трёхцветные широкие полосы, идущие от переднего бампера по низу крыльев вплоть до задних кромок дверей. В салоне всех моделей стали устанавливать обновлённую переднюю панель, добавившую больше пространства, и новый замок зажигания с улучшенной защитой, а также появилась возможность заказа кассетного проигрывателя с цифровыми часами и заднего стекла с электрическим обогревом, вместо обдува горячим воздухом, применявшегося ранее. В этом модельном году было выпущено 282½ тысяч Camaro, больше чем когда-либо до или после.

### 1980 модельный год
Автомобили поступили в продажу 11 октября 1979 года. Впервые с начала выпуска Camaro из его комплектации исчез рядный шестицилиндровый двигатель, его заменили два новых V-образный шестицилиндровых мотора рабочим объёмом 3,8 литра мощностью 115 (LC3) и 110 (LD5) л. с. Кроме них, появился новый V-образный восьмицилиндровый двигатель (L39) рабочим объёмом 4,4 литра (267 cid) и мощностью 120 л. с. На все модели стали устанавливать обновлённую, с более мелкими ячейками, решётку радиатора и новые задние фонари. Список моделей не изменился: люксовая Berlinetta и стандартная модель, которая по заказу могла быть оборудована либо пактом Rally Sport, либо Z28. На Berlinetta устанавливались колпаки, имитирующие колёса со спицами, а комплектация Rally Sport имела немного изменённую цветовую отделку, верх передних крыльев теперь не окрашивался в чёрный цвет. У Z28 появился реальный воздухозаборник на капоте с управляемой заслонкой, который подавал ненагретый воздух под напором от ветрового стекла в карбюратор. Новое оформление получили решётки вентиляционных отверстий на передних крыльях, появилась возможность заказать литые алюминиевые колёса. Отделанную винилом крышу перестали предлагать с этого модельного года.

### 1981 модельный год
Первые автомобили поступили в продажу 25 сентября 1980 года. Внешние изменения моделей этого года свелись к новым цветам кузова и небольшим изменениям в отделке. Комплектации Rally Sport в этом модельном году не было. Остались люксовая Berlinetta и базовая модель, которая могла быть оборудована пакетом Z28. По заказу на любую модель можно было впервые установить фары с галогенными лампами. Автоматическая трансмиссия получила компьютерную систему управления и блокируемый гидротрансформатор. После разгона автомобиля, колёса гидротрансформатора жёстко соединялись одно с другим, исключая проскальзывание и дополнительные потери. Усилитель тормозов и компактное запасное колесо стали стандартным оборудованием всех моделей.
| Модели и комплектации | Модели и комплектации | Модели и комплектации | Модели и комплектации | Модели и комплектации | Модели и комплектации | Модели и комплектации | Модели и комплектации | Модели и комплектации | Модели и комплектации | Модели и комплектации | Модели и комплектации | Модели и комплектации |
| --------------------- | --------------------- | --------------------- | --------------------- | --------------------- | --------------------- | --------------------- | --------------------- | --------------------- | --------------------- | --------------------- | --------------------- | --------------------- |
|                       | 1970                  | 1971                  | 1972                  | 1973                  | 1974                  | 1975                  | 1976                  | 1977                  | 1978                  | 1979                  | 1980                  | 1981                  |
| Sport Coupe           |                       |                       |                       |                       |                       |                       |                       |                       |                       |                       |                       |                       |
| RS                    | RS                    | RS                    | RS                    |                       | RS                    | RS                    | RS                    | RS                    | RS                    | RS                    |                       |                       |
| SS                    |                       |                       |                       |                       |                       |                       |                       |                       |                       |                       |                       |                       |
| Z28                   | Z28                   | Z28                   | Z28                   | Z28                   |                       |                       | Z28                   | Z28                   | Z28                   | Z28                   | Z28                   |                       |
| Type LT               |                       |                       |                       |                       |                       |                       |                       |                       |                       |                       |                       |                       |
|                       |                       |                       | RS                    |                       | RS                    | RS                    | RS                    | RS                    |                       |                       |                       |                       |
|                       |                       |                       | Z28                   |                       |                       |                       |                       |                       |                       |                       |                       |                       |
| Berlinetta            |                       |                       |                       |                       |                       |                       |                       |                       |                       |                       |                       |                       |

## Кузов и оборудование
Внешне Camaro второго поколения радикально отличался от ранее выпускавшихся автомобилей. Он больше походил на Европейские модели, чем на произведение дизайнеров из Детройта. Его пышные формы перекликались со стилем автомобилей Ferrari и Maserati конца 1960-х.
Массивная решётка радиатора доминировала на виде спереди, по краям автомобиля располагались круглые фары, всё это подчёркивал сплошной тонкий бампер, подфарники размещались под ним. Большие боковые стёкла без рамок, широкие двери, мощные задние стойки дополняли образ автомобиля. Покатая задняя часть с обрубленным хвостом в стиле Камма с четырьмя круглыми задними фонарями создавали силуэт кузова купе-фастбэк.
Общая схема автомобиля осталась прежней: центральная (салон) и задняя части кузова представляли собой единую несущую конструкцию, к которой крепился мощный передний подрамник, предназначенный для установки двигателя, подвески и рулевого управления. Но все детали были новыми. Крыша теперь состояла из двух панелей наружной и внутренней обшивок, что позволило улучшить шумоизоляцию салона. В более длинных дверях, которые облегчили посадку, особенно на задние сидения, появились брусья безопасности, защищавшие пассажиров при боковом столкновении. Низкая линия капота заставила опустить двигатель, поэтому подрамник, а с ним передняя подвеска и рулевое управление были полностью переделаны.
Уже в стандартном исполнении Camaro имел блестящие окантовки фар, решётки радиатора, боковых и заднего окон, прямоугольное блестящее левое зеркало заднего вида и хромированные утопленные ручки дверей. При установке заводского пакета опций (Regular Production Options, RPO) Rally Sport внешний вид автомобиля существенно изменялся. Выдвинутая вперёд мощная чёрная решётка радиатора рассекала надвое передний бампер, круглые подфарники теперь располагались рядом с фарами, а задние фонари получили блестящую окантовку. Надписи Rally Sport располагались на передних крыльях. Пакет Rally Sport можно было просто установить на базовую модель, или — в сочетании с мощным пакетом SS или скоростным Z28.
Пакет опций Super Sport (SS) предлагал самые мощные моторы, два спортивных наружных зеркала обрекаемой формы, некоторые дополнительные элементы отделки и надписи SS на решётке радиатора, передних крыльях и задней панели. Скоростной пакет Z28 помимо специального двигателя и трансмиссии, включал в себя задний спойлер и окраску капота и багажника двумя широкими декоративными полосами. Низкий сплошной задний спойлер в середине 1971 модельного года был заменён на высокий, состоящий из трёх частей, дополненный передним спойлером. Интересной особенностью автомобилей в исполнении Rally Sport и SS были прячущиеся стеклоочистители; после окончания работы специальный механизм опускал щётки вниз за кромку капота так, что они не были видны. С 1977 модельного года такой механизм стали стандартно устанавливать на все модели.
Общая тенденция, требующая от автомобиля больше комфорта привела к появлению новой люксовой модели Type LT (Luxury Touring) в 1973 модельном году. Автомобиль был отделан с особой роскошью, имел дополнительную шумоизоляцию и полный набор опций. Комплектация Super Sport была исключена из набора опций и больше не предлагалась во втором поколении Camaro. Несмотря на введение требований по сопротивлению удару, в этом модельном году удалось сохранить комплектацию Rally Sport. Как сплошной, так и раздельный бампера были просто усилены путём установки дополнительных тяг и распорок.
Более жёсткие правила по сопротивлению удару введённые с 1974 года потребовали установки на Camaro новых переднего и заднего подпружиненных энергопоглощающих бамперов. Сплошной алюминиевый бампер с резиновой окантовкой опирался на большую плоскую пружину и мог перемещаться по телескопическим направляющим для гашения энергии удара. Соответственно изменился и внешний вид автомобиля: спереди появилась более широкая наклонённая решётка радиатора, подфарники всех моделей теперь располагались рядом с фарами. Новые плоские, заходящие на боковины задние фонари позволили избавиться от задних боковых габаритных огней. С этого модельного года не стало комплектации Rally Sport, предлагались две модели: базовая и люксовая Type LT, каждая из которых могла быть оснащена пакетом опций Z28. В пакет, помимо мощного мотора, усиленной трансмиссии и специально настроенного шасси входила оригинальная расцветка кузова. Три широкие чёрные полосы от ветрового стекла по капоту заканчивались крупной надписью «Z28» на его кромке. Три такие же полосы по крышке багажника «перетекали» обязательный для этой модели спойлер и заканчивались надписью «Z28» на задней панели. Ни до ни после модели в этом исполнении не имели такого оригинального оформления.
Более того, в 1975 и 1976 модельных годах комплектация Z28 вообще не предлагалась. Зато вновь, во второй половине 1975 модельного года появилась комплектация Rally Sport. На этот раз не предлагались скрытые фары или разделённый надвое бампер, автомобиль просто раскрашивался по-другому. Помимо чёрной решётки радиатора в чёрный цвет был окрашен капот, верхние части передних крыльев, передние стойки и большая часть крыши, до задних кромок боковых окон. Всё это отделялось от остальной части кузова трёхцветной полоской. Чёрной также была задняя панель, наружные спортивные зеркала и пороги. Чёрные надписи «Rally Sport» располагались на передних крыльях.
Виниловая отделка крыши, как опция предлагалась с самого первого года выпуска Camaro, но в 1976 модельном году было предложено её новое оригинальное воплощение. У модели Type LT искусственной кожей покрывались только центральная и передняя части крыши, широкая полоса сзади, отделённая хромированным молдингом, оставалась не покрытой. Получалась крыша напоминающая автомобили с стиле ландо, такое название, landau roof она и получила. Помимо этого, модель Type LT была дополнена блестящей алюминиевой задней панелью.
Последнее серьёзное изменение внешнего вида Camaro второго поколения произошло в 1978 модельном году. Крупные пластиковые панели окрашенные в цвет кузова закрыли энергопоглощающие бампера спереди и сзади. Стала ниже и длиннее решётка радиатора, появились новые задние фонари. Доступный только для базовой модели пакет опций Z28 получил новое внешнее оформление: на капоте появилась накладка, имитирующая воздухозаборник, а на крыльях — решётки, закрывающие реальные вентиляционные отверстия, выводящие горячий воздух от двигателя.
На любую из моделей, базовую или люксовую Type LT по заказу можно было установить две съёмные прозрачные панели крыши над водителем и пассажиром. Если их убирали, Camaro превращался в автомобиль с кузовом тарга (t-top). Оригинальная идея, особенно при отсутствии кабриолета, оказалась не очень практичной в реальности, панели крыши часто протекали и были лёгкой добычей воров.
В 1979 модельном году люксовую модель Type LT заменила такая же комфортабельная Berlinetta. Она имела цветную отделку кромки бампера, арок колёс и порогов, а также тонкие полосы на капоте, крыльях и задней панели. С 1980 модельного года на Berlinetta стали устанавливать колпаки, имитирующие колёса со спицами, а на комплектацию Z28 — окрашенные в цвет кузова алюминиевые колёса. Помимо этого, Z28 получила реальный воздухозаборник на капоте, в котором была установлена управляемая электромагнитом заслонка. При полностью нажатой педали газа она открывалась, подавая охлаждённый воздух под небольшим давлением из-под ветрового стекла в карбюратор. Всё это позволяло немного повысить мощность двигателя. Кроме того, на Z28 по-иному были оформлены вентиляционные отверстия на крыльях.

### Салон
В отделанном искусственной кожей (винилом) салоне спереди располагались два полностью раздельных сиденья, сзади сами сиденья были разделены высоким тоннелем пола, но спинка была общей. Только в первый год выпуска передние сиденья имели отдельные подголовники, начиная с 1971 модельного года на автомобили стали устанавливать спортивные сиденья с высокой спинкой и интегрированным подголовником. Можно было заказать водительское сиденье с регулируемой в двух положениях спинкой, а также сиденья с тканевыми вставками.
Все места стандартно оборудовались поясными ремнями безопасности, а спереди ещё отдельными диагональными (плечевыми) ремнями. Начиная с 1972 модельного года по заказу можно было установить трёхточечные ремни безопасности спереди, а с 1978 модельного года все места стали стандартно оборудовать трёхточечными ремнями со втягивающим устройством (инерционными).
В соответствии с требованием законодательства, в 1974 модельном году на автомобиль стали устанавливать систему, блокирующую запуск двигателя при непристёгнутых передних ремнях безопасности. Специальный датчик определял наличие пассажира, и теперь перевезти тяжёлую сумку на сиденье рядом с водителем было не возможно. Система вызывала массовое недовольство владельцев, её легко можно было отключить, застегнув ремень за спиной, поэтому к концу года законодательное требование было отменено.
Большие двери имели длинные подлокотники и утопленные ручки открывания, обивка их неоднократно менялась в течение периода выпуска. Так, в 1972 модельном году двери обзавелись большими карманами внизу. По заказу между сиденьями можно было установить консоль с пепельницей для задних пассажиров. В этом случае, рычаг переключения передач как механической, так и автоматической коробок располагался между сиденьями.
Стандартное рулевое колесо на регулируемой по углу наклона энергопоглощающей рулевой колонке имело две широких горизонтально расположенных спицы. С 1972 модельного года оно было заменено на четырёхспицевое. На рулевой колонке слева располагался включатель указателей поворота, а справа — рычаг управления автоматической трансмиссией (если не была установлена опционная консоль между сиденьями) и замок зажигания. При вынутом ключе зажигания блокировались рулевое колесо и рычаг переключения передач.
На мягкой травмобезопасной передней панели перед водителем располагалась монументальная приборная панель, по центру находился радиоприёмник, а справа внизу перед пассажиром — перчаточный ящик. На панели приборов два крупных индикатора автомобиля в стандартном исполнении показывали скорость (слева) и уровень топлива (справа), между ними находилась полоска индикатора режимов автоматической трансмиссии. Рядом с каждым большим указателем располагались по два маленьких, в которых в стандартном исполнении размещались контрольные лампы. В левом углу панели приборов находился выдвижной «грибок» управления светом, под ним — рычажок управления стеклоочистителями. В правом верхнем углу располагался прикуриватель, под ним — опционный включатель обдува горячим воздухом заднего стекла.
По заказу можно было установить дополнительные приборы, тогда вместо контрольных ламп рядом с основными индикаторами располагались: указатель уровня топлива, омметр (заменён на вольтметр с 1976 модельного года), указатель температуры охлаждающей жидкости и часы. Справа от спидометра в этом случае размещался тахометр.В зависимости от модели и комплектации панель приборов могла иметь отделку под дерево или кожаную отделку в цвет салона, а передняя панель — дополнительную подсветку и декоративные элементы. В 1979 модельном году форма передней панели была изменена, она стала более плоской и угловатой, центральные вентиляционные отверстия были включены в приборный блок, грибоподобные выдвижные рычажки заменили на качающиеся.
Стандартная вентиляционная система с отопителем подавала воздух снаружи на ветровое стекло, в салон через вентиляционные отверстия по краям передней панели и в ноги передних и задних пассажиров. Можно было заказать климатическую систему с кондиционером. Она имела несколько режимов работы, в которых наружный воздух либо охлаждался, либо нагревался, либо просто подавался в салон. В этом варианте дополнительные вентиляционные отверстия появлялись по центру и снизу передней панели. Заднее стекло могло обдуваться заказным вентилятором со встроенным электронагревателем, с 1979 модельного года можно было заказать стекло с электрообогревом.
По заказу автомобиль оснащался широким набором транзисторных устройств для воспроизведения звука. С самого первого года выпуска Camaro мог оснащаться двумя типами радиоприёмников (AM или AM/FM), которые с 1974 модельного года могли быть в стереофоническом исполнении. Радиоантенна была встроена в ветровое стекло, сетка из едва заметных металлических полосок обеспечивала уверенный приём программ, но с 1979 модельного года можно было заказать внешнюю антенну с электроприводом. Возможность заказать проигрыватель формата Stereo 8 появилась в 1975 модельном году, а с 1979 года в списке опций появились кассетные проигрыватели и CB радио.

## Двигатели
На Camaro устанавливался рядный шестицилиндровый двигатель рабочим объёмом 4,1 литра (250 cid) в 1970—1979 модельных годах, который был заменён на V-образные шестицилиндровые моторы в 1980—1981 годах, а также множество V-образных восьмицилиндровых двигателей, включая хилые 4,4 литровый (267 cid) в 1980 и 1981 модельных годах и 5-литровый (305 cid) с 1976 по 1981 годы и, несправедливо высмеиваемый, стандартный 5-литровый (307 cid) мотор в 1970—1975 модельных годах. Основными же двигателями второго поколения Camaro были мощные 5,7-литровые (350 cid) восьмицилиндровые моторы, непродолжительное время (1970—1972 модельные годы) дополненные большими 6,6-литровыми (396 cid) двигателями.

### Шестицилиндровый рядный двигатель
Рядный шестицилиндровый мотор (L6), устанавливаемый на Camaro с самого первого года выпуска был развитием двигателя впервые представленного в 1929 году. В 1962 году моторы этого типа были модернизированы и стали иметь много общего с восьмицилиндровыми двигателями.
Стандартный двигатель L22 имел рабочий объём 4,1 литра (250 cid) и развивал в 1970 модельном году 155 л. с. (bhp) при степени сжатия 8,5. В чугунном блоке цилиндров размещался полноопорный коленчатый вал из высокопрочного чугуна, с помощью стальной косозубой шестерни приводил во вращение текстолитовую шестерню расположенного рядом (в блоке) распределительного вала, также изготовленного из высокопрочного чугуна. Распредвал, через гидрокомпенсаторы зазоров, с помощью полых стальных толкателей двигал штампованные коромысла, которые приводили, расположенные в ряд в чугунной головке цилиндров клапаны (OHV). Поршни из алюминиевого сплава имели плоское с вырезами днище, два компрессионный и одно маслосъёмное кольцо.
В системе охлаждения с термостатом центробежный насос создавал принудительную циркуляцию жидкости, размещённый в передней части автомобиля радиатор обдувался четырёхлопастным вентилятором, установленном на одном валу с насосом. Чугунные впускной и выпускной коллекторы были расположены с одной (слева по ходу движения) стороны двигателя. Двигатель питался от однокамерного с падающим потоком смеси карбюратора с автоматическим управлением воздушной заслонкой. Топливо, от расположенного за задней осью под полом багажника топливного бака, подавалось с помощью размещённого на двигателе диафрагменного насоса.
12-вольтовое электрооборудование состояло из системы зажигания, которая питалась от аккумулятора, а он в свою очередь заряжался от генератора переменного тока со встроенным выпрямителем. Напряжение на свечи, по одной в каждом цилиндре подавалось от катушки зажигания и распределителя-прерывателя с центробежным регулятором и вакуум-корректором, установленного на одном валу с масляным насосом.
Замеренная по вновь введённым с 1972 модельного года правилам мощность двигателя составляла 110 л. с. В 1973 году двигатель получил новые поршни с вогнутым днищем, его степень сжатия была уменьшена до 8,25, соответственно мощность упала до 100 л. с. В 1975 модельном году на моторе заменили головку цилиндров, теперь впускной коллектор был выполнен с ней заодно. В 1979 году двигатель получил новую головку цилиндров со степенью сжатия 8,0 и развивал 115 л. с. Для автомобилей поставляемых в Калифорнию, где были установлены более жёсткие ограничения на уровень выбросов, оставили двигатели старой конструкции со степенью сжатия 8,2, его мощность с оборудованием составляла всего 90 л. с. Со следующего модельного года рядные шестицилиндровые моторы перестали устанавливать на Camaro.

### Восьмицилиндровые «малые» двигатели
Восьмицилиндровые V-образные двигатели (V8) впервые появились на автомобилях Chevrolet в 1955 году. «Малые» (small block) двигатели имели расстояние между центрами цилиндров равное 4,4 дюйма (111,8 мм). Компактные и лёгкие (по американским меркам), мощные и доступные, они быстро завоевали популярность и, с изменениями выпускаются до сих пор. В 2011 году был изготовлен 100-миллионный «малый» мотор.
Стандартный восьмицилиндровый V-образный с углом развала в 90° двигатель L14 имел рабочий объём 5 литров (307 cid) и в 1970 модельном году развивал мощность в 200 л. с. (bhp) при степени сжатия 9,0. В чугунном блоке цилиндров располагался коленчатый вал из высокопрочного чугуна, который с помощью цепи приводил во вращение расположенный в развале блока распределительный вал, от него через гидрокомпенсаторы зазоров, с помощью толкателей и коромысел приводились расположенные в чугунных головках цилиндров клапаны (OHV), по два на цилиндр. Двигатель имел жидкостную систему охлаждения и полнопоточную систему смазки под давлением. Единый чугунный впускной коллектор располагался между головками блока, сверху него размещался двухкамерный карбюратор с падающим потоком смеси. Два выпускных коллектора отходили с обеих сторон мотора, затем объединялись в единую большого диаметра выхлопную трубу, которая шла к одному глушителю, расположенному поперёк за задней осью. В 12-вольтовой системе зажигания использовался механический прерыватель-распределитель с вакуум-корректором и катушка зажигания. Для использования менее токсичного неэтилированного бензина в 1971 модельном году степень сжатия двигателя была уменьшена до 8,5, но декларированную мощность удалось оставить прежней: 200 л. с. (bhp). С 1972 года ввели новые стандарты по замеру мощности двигателя, поэтому её величина теперь выражалась цифрой в 130 л. с., а в 1973 году — 115 л. с. Со следующего модельного года этот двигатель перестали устанавливать на Camaro.
Опционный двигатель L65 увеличенного до 5,7 литров (350 cid) рабочего объёма в 1970 модельном году развивал мощность в 250 л. с. (bhp) при степени сжатия 9,0, и 245 л. с. (bhp) в 1971 году при степени сжатия 8,5. Двигатель имел общую со всеми «малыми» моторами конструкцию и оснащался двухкамерным карбюратором. Замеренная по-новому мощность 1972 модельного года составляла 165 л. с. В 1973—1975 годах этот двигатель был базовым для вновь появившейся модели Type LT и развивал мощность в 145 л. с. С 1976 модельного года этот мотор перестали устанавливать на Camaro.
Ещё более мощный опционный двигатель L48 с четырёхкамерным карбюратором рабочим объёмом 5,7 литра (350 cid) устанавливался даже на версии SS. В 1970 модельном году при степени сжатия 10,25 он развивал мощность в 300 л. с. (bhp), которая упала до 270 л. с. (bhp) при степени сжатия в 8,5 в 1971 модельном году. Замеренная по новым стандартам мощность мотора менялась от 200 л. с. до 175 л. с. и 185 л. с. в 1972—1974 модельных годах, с 1975 года мотор перестали устанавливать на Camaro.
На модель Z28 в 1970—1972 модельных годах устанавливали специальный усиленный двигатель LT1 также рабочим объёмом 5,7 литра (350 cid). Он имел впускной коллектор из алюминиевого сплава, стальной, а не чугунный коленчатый вал, непосредственный, без гидрокомпенсаторов привод клапанов и развивал мощность в 360 л. с.(bhp) в 1970 модельном году. В следующем году его мощность упала до 330 л. с. (bhp) в связи с уменьшением до 9,0 степени сжатия, а замеренная по-новому мощность 1972 модельного года составляла 255 л. с.
С 1973 модельного года на Z28 стали устанавливать другой 5,7-литровый (350 cid) мотор: L82, более традиционной конструкции с чугунным впускным коллектором и гидрокомпенсаторами в приводе клапанов, но с усиленным стальным коленвалом. Двигатель развивал мощность в 245 л. с. при степени сжатия 9,0 и исчез из производственной программы в 1975 модельном году вместе с моделью Z28.
Оба двигателя, LT1 и L82 имели литые под давление алюминиевые поршни с плоским днищем, поршневые кольца со специальным покрытием, оснащались четырёхкамерными карбюраторами поверх которых устанавливался воздушный фильтр с двумя впускными патрубками. Считалось, что такая конструкция уменьшает шум впуска. В двойной выхлопной системе от каждой головки блока выпускные трубы шли вдоль центрального тоннеля и сходились к одному, большей величины глушителю за задним мостом, а от него две выхлопные трубы выходили сзади.
Такой же, как L65, но с четырёхкамерным карбюратором двигатель LM1 стали по заказу устанавливать на Camaro с 1974 модельного года. С 1977 года этот мотор стал стандартным для вновь появившейся скоростной модели Z28. В двойной выхлопной системе этой модели две трубы от выпускных коллекторов сходились в единый каталитический нейтрализатор, расположенный справа в районе ног переднего пассажира. От него вновь две трубы шли вдоль центрального тоннеля к двум резонаторам, расположенным продольно под задним сидением. Далее, от каждого из них по одной выхлопной трубе выходили назад. В 1978 модельном году впускная система двигателя была переделана, степень сжатия упала до 8,2. В 1980 году двигатель был вновь модернизирован, его мощность достигла максимума в 185 л. с.
С 1976 модельного года на Camaro стали устанавливать новый 5-литровый (305 cid) стандартный двигатель LG3 c двухкамерным карбюратором. Этот мотор базировался на 350-кубовом V8, имел такой же ход поршня, но меньший диаметр цилиндра и был серьёзно модернизированный с целью снижения расхода топлива и уровня вредных выбросов. Со следующего 1977 модельного года этот мотор стал заказным.
С 1980 года его заменил LG4, тот же двигатель, но с четырёхкамерным карбюратором. Как менее «грязный», он был стандартным для Z28 поставляемых в Калифорнию. Нишу более дешёвого мотора занял двигатель L39 уменьшенного, за счёт меньшего диаметра цилиндра, до 4,4 литров (267 cid) рабочего объёма с двухкамерным карбюратором.

### Восьмицилиндровые «большие» двигатели
«Большие» (big block) восьмицилиндровые V-образные двигатели (V8) имели увеличенное, по сравнению с «малыми» до 4,84 дюйма (123 мм) расстояние между осями цилиндров, что позволяло делать цилиндры больше. Они устанавливались только на модели в комплектации Super Sport.
Для самых мощных версий Camaro второго поколения 6,5-литровые (396 cid) моторы «расточили» до рабочего объёма 6,6 литров, что соответствовало 402 кубическим дюймам. На Chevrolet решили, что «402» не смотрится также солидно, как «396» и, скорее ассоциируется с моделью какого-нибудь французского переднеприводного автомобиля. К тому же покупатели привыкли к старым цифрам и, поэтому за двигателями оставили то же обозначение: 396.
В 1970 модельном году можно было выбрать либо 375-сильный (bhp) L78 с алюминиевым впускным коллектором и непосредственным приводом клапанов, либо 350-сильный (bhp) L34 с чугунным впускным коллектором и гидрокомпенсаторами. Оба двигатели комплектовались стальным коленчатым валом имели алюминиевые, литые под давлением поршни с полусферическим днищем, поршневые кольца со специальным покрытием и оснащались четырёхкамерными карбюраторами, поверх которых устанавливался открытый воздушный фильтр с бумажным фильтрующим элементом и хромированной крышкой.
С 1971 модельного года оба двигателя были заменены на 300-сильный (bhp) мотор LS3, мощность которого в соответствие с вновь введёнными стандартами в 1972 модельном году уже обозначалась как 240 л. с. Двигатель имел пониженную до 8,5 степень сжатия и мог работать на неэтилированном бензине. Он оснащался чугунным коленвалом, алюминиевыми поршнями с полусферическим днищем, четырёхкамерным карбюратором, поверх которого устанавливался воздушный фильтр с бумажным фильтрующим элементом и двумя впускными патрубками.

### Шестицилиндровые V-образные двигатели
В 1978 году в ответ на потребность в более экономичном двигателе, на Chevrolet разработали свой первый V-образный шестицилиндровый мотор (V6). Он базировался на хорошо себя зарекомендовавшем «малом» восьмицилиндровом двигателе, у которого просто убрали пару крайних цилиндров.
Начиная с 1980 модельного года такой мотор, LC3 рабочим объёмом 3,8 литра (229 cid) стал стандартными двигателем Camaro. Он был более компактной и лёгкой версией восьмицилиндрового пятилитрового (305 cid) мотора LG4, имел общую с ним конструкцию и большое количество взаимозаменяемых деталей. Масса полностью оборудованного двигателя без жидкостей составляла всего 189 кг. Двигатель имел впускной коллектор из алюминиевого сплава, алюминиевые поршни с короткой юбкой и вогнутым днищем и оснащался двухкамерным карбюратором.
Для поставок в Калифорнию на Camaro устанавливали другой шестицилиндровый V-образный двигатель LD5, который был потомком очень успешного мотора Buick, впервые представленного в 1962 году. Этот двигатель имел чуть больший рабочий объём (231 cid) и позволял, без серьёзной потери мощности устанавливать большей производительности каталитический нейтрализатор. Автомобиль в такой комплектации отвечал более строгим калифорнийским требованиям по ограничению выбросов.

### Список двигателей
| Двигатели и трансмиссии | Двигатели и трансмиссии                    | Двигатели и трансмиссии                    | Двигатели и трансмиссии                    | Двигатели и трансмиссии                    | Двигатели и трансмиссии                    | Двигатели и трансмиссии                    | Двигатели и трансмиссии                    | Двигатели и трансмиссии                    | Двигатели и трансмиссии                    | Двигатели и трансмиссии                    | Двигатели и трансмиссии                    | Двигатели и трансмиссии                    | Двигатели и трансмиссии                    | Двигатели и трансмиссии                    | Двигатели и трансмиссии                    | Двигатели и трансмиссии                    | Двигатели и трансмиссии                    |
| Двигатель* | Код                                        | Степень сжатия                             | Карбю- ратор                               | Механические**                             | Механические**                             | Механические**                             | Механические**                             | Механические**                             | Механические**                             | Механические**                             | Механические**                             | Механические**                             | Механические**                             | Авт.***                                    | Авт.***                                    | М. г.                                      | Прим.                                      |
| Двигатель* | Код                                        | Степень сжатия                             | Карбю- ратор                               | 3-х ступенчатые                            | 3-х ступенчатые                            | 3-х ступенчатые                            | 3-х ступенчатые                            | 4-х ступенчатые                            | 4-х ступенчатые                            | 4-х ступенчатые                            | 4-х ступенчатые                            | 4-х ступенчатые                            | 4-х ступенчатые                            | Авт.***                                    | Авт.***                                    | М. г.                                      | Прим.                                      |
| Двигатель* | Код                                        | Степень сжатия                             | Карбю- ратор                               | 3,50                                       | 3,11                                       | 2,85                                       | 2,54                                       | 3,42                                       | 2,85                                       | 2,64                                       | 2,54                                       | 2,52                                       | 2,20                                       | PG                                         | THM                                        | М. г.                                      | Прим.                                      |
| Шестицилиндровые V-образные двигатели (V6) | Шестицилиндровые V-образные двигатели (V6) | Шестицилиндровые V-образные двигатели (V6) | Шестицилиндровые V-образные двигатели (V6) | Шестицилиндровые V-образные двигатели (V6) | Шестицилиндровые V-образные двигатели (V6) | Шестицилиндровые V-образные двигатели (V6) | Шестицилиндровые V-образные двигатели (V6) | Шестицилиндровые V-образные двигатели (V6) | Шестицилиндровые V-образные двигатели (V6) | Шестицилиндровые V-образные двигатели (V6) | Шестицилиндровые V-образные двигатели (V6) | Шестицилиндровые V-образные двигатели (V6) | Шестицилиндровые V-образные двигатели (V6) | Шестицилиндровые V-образные двигатели (V6) | Шестицилиндровые V-образные двигатели (V6) | Шестицилиндровые V-образные двигатели (V6) | Шестицилиндровые V-образные двигатели (V6) |
| --- | ------------------------------------------ | ------------------------------------------ | ------------------------------------------ | ------------------------------------------ | ------------------------------------------ | ------------------------------------------ | ------------------------------------------ | ------------------------------------------ | ------------------------------------------ | ------------------------------------------ | ------------------------------------------ | ------------------------------------------ | ------------------------------------------ | ------------------------------------------ | ------------------------------------------ | ------------------------------------------ | ------------------------------------------ |
| 229-115 229-110 | LC3                                        | 8,6                                        | двух- камерный                             | +                                          | -                                          | -                                          | -                                          | -                                          | -                                          | -                                          | -                                          | -                                          | -                                          | -                                          | +                                          | 1980 1981                                  | Standard                                   |
| 231-110 | LD5                                        | 8,0                                        | двух- камерный                             | -                                          | -                                          | -                                          | -                                          | -                                          | -                                          | -                                          | -                                          | -                                          | -                                          | -                                          | +                                          | 1980 1981                                  | Optional                                   |
| Шестицилиндровый рядный двигатель (L6) |                                            |                                            |                                            |                                            |                                            |                                            |                                            |                                            |                                            |                                            |                                            |                                            |                                            |                                            |                                            |                                            |                                            |
| 250-155 HP | L22                                        | 8,5                                        | одно- камерный                             | -                                          | -                                          | +                                          | -                                          | -                                          | -                                          | -                                          | -                                          | -                                          | -                                          | +                                          | -                                          | 1970                                       | Standard                                   |
| 250-145 HP | L22                                        | 8,5                                        | одно- камерный                             | -                                          | -                                          | +                                          | -                                          | -                                          | -                                          | -                                          | -                                          | -                                          | -                                          | +                                          | -                                          | 1971                                       | Standard                                   |
| 250-110 | L22                                        | 8,5                                        | одно- камерный                             | -                                          | -                                          | +                                          | -                                          | -                                          | -                                          | -                                          | -                                          | -                                          | -                                          | +                                          | -                                          | 1972                                       | Standard                                   |
| 250-100 | L22                                        | 8,25                                       | одно- камерный                             | -                                          | -                                          | +                                          | -                                          | -                                          | -                                          | -                                          | -                                          | -                                          | -                                          | -                                          | +                                          | 1973                                       | Standard                                   |
| 250-110 | L22                                        | 8,25                                       | одно- камерный                             | -                                          | -                                          | +                                          | -                                          | -                                          | -                                          | -                                          | -                                          | -                                          | -                                          | -                                          | +                                          | 1974                                       | Standard                                   |
| 250-105 | L22                                        | 8,25                                       | одно- камерный                             | -                                          | +                                          | -                                          | -                                          | -                                          | -                                          | -                                          | -                                          | -                                          | -                                          | -                                          | +                                          | 1975                                       | Standard                                   |
| 250-110 | L22                                        | 8,25                                       | одно- камерный                             | -                                          | +                                          | -                                          | -                                          | -                                          | -                                          | -                                          | -                                          | -                                          | -                                          | -                                          | +                                          | 1976                                       | Standard                                   |
| 250-110 | L22                                        | 8,3                                        | одно- камерный                             | -                                          | +                                          | -                                          | -                                          | -                                          | -                                          | -                                          | -                                          | -                                          | -                                          | -                                          | +                                          | 1977                                       | Standard                                   |
| 250-110 | L22                                        | 8,1                                        | одно- камерный                             | +                                          | -                                          | -                                          | -                                          | -                                          | -                                          | -                                          | -                                          | -                                          | -                                          | -                                          | +                                          | 1978                                       | Standard                                   |
| 250-115 | L22                                        | 8,0/8,2                                    | одно- камерный                             | +                                          | -                                          | -                                          | -                                          | -                                          | -                                          | -                                          | -                                          | -                                          | -                                          | -                                          | +                                          | 1979                                       | Standard                                   |
| Восьмицилиндровые «малые» двигатели (V8) |                                            |                                            |                                            |                                            |                                            |                                            |                                            |                                            |                                            |                                            |                                            |                                            |                                            |                                            |                                            |                                            |                                            |
| 267-120 267-115 | L39                                        | 8,3                                        | двух- камерный                             | -                                          | -                                          | -                                          | -                                          | -                                          | -                                          | -                                          | -                                          | -                                          | -                                          | -                                          | +                                          | 1980 1981                                  | Optional                                   |
| 305-140 305-145 305-130 | LG3                                        | 8,5 8,4                                    | двух- камерный                             | -                                          | + -                                        | -                                          | -                                          | -                                          | - +                                        | -                                          | -                                          | -                                          | -                                          | -                                          | +                                          | 1976 1977 1978 1979                        | Type LT Optional                           |
| 305-155 305-165 305-150 305-165 | LG4                                        | 8,6                                        | четырёх- камерный                          | -                                          | -                                          | -                                          | -                                          | - +                                        | + -                                        | -                                          | -                                          | -                                          | -                                          | -                                          | + -                                        | 1980 1981                                  | Optional Z 28 Optional Z 28                |
| 307-200 HP 307-130 307-115 | L14                                        | 9,0 8,5                                    | двух- камерный                             | -                                          | -                                          | +                                          | -                                          | -                                          | -                                          | -                                          | -                                          | -                                          | -                                          | + -                                        | - +                                        | 1970 1971 1972 1973                        | Standard                                   |
| 350-250 HP 350-245 HP 350-165 350-145 | L65                                        | 9,0 8,5                                    | двух- камерный                             | -                                          | -                                          | - +                                        | - + -                                      | -                                          | -                                          | -                                          | +                                          | -                                          | -                                          | -                                          | +                                          | 1970 1971 1972 1973 1974 1975              | Optional Type LT                           |
| 350-300 HP 350-270 HP 350-200 350-175 350-185 | L48                                        | 10,25 8,5                                  | четырёх- камерный                          | -                                          | -                                          | -                                          | - +                                        | -                                          | -                                          | -                                          | - +                                        | + -                                        | -                                          | -                                          | +                                          | 1970 1971 1972 1973 1974                   | Optional                                   |
| 350-360 HP 350-330 HP 350-255 | LT1                                        | 11,0 9,0                                   | четырёх- камерный                          | -                                          | -                                          | -                                          | -                                          | -                                          | -                                          | -                                          | -                                          | +                                          | +                                          | -                                          | +                                          | 1970 1971 1972                             | Z28                                        |
| 350-245 | L82                                        | 9,0                                        | четырёх- камерный                          | -                                          | -                                          | -                                          | -                                          | -                                          | -                                          | -                                          | -                                          | +                                          | +                                          | -                                          | +                                          | 1973 1974                                  | Z28                                        |
| 350-160 | LM1                                        | 8,5                                        | четырёх- камерный                          | -                                          | -                                          | -                                          | +                                          | -                                          | -                                          | -                                          | +                                          | -                                          | -                                          | -                                          | +                                          | 1974                                       | Optional                                   |
| 350-155 | LM1                                        | 8,5                                        | четырёх- камерный                          | -                                          | -                                          | -                                          | -                                          | -                                          | -                                          | -                                          | +                                          | -                                          | -                                          | -                                          | +                                          | 1975                                       | Optional                                   |
| 350-165 | LM1                                        | 8,5                                        | четырёх- камерный                          | -                                          | -                                          | -                                          | -                                          | -                                          | +                                          | -                                          | -                                          | -                                          | -                                          | -                                          | +                                          | 1976                                       | Optional                                   |
| 350-170 | LM1                                        | 8,5                                        | четырёх- камерный                          | -                                          | -                                          | -                                          | -                                          | -                                          | +                                          | -                                          | -                                          | -                                          | -                                          | -                                          | +                                          | 1977                                       | Optional                                   |
| 350-160 | LM1                                        | 8,5                                        | четырёх- камерный                          | -                                          | -                                          | -                                          | -                                          | -                                          | -                                          | +                                          | -                                          | -                                          | -                                          | -                                          | +                                          | 1977                                       | Z28                                        |
| 350-170 | LM1                                        | 8,2                                        | четырёх- камерный                          | -                                          | -                                          | -                                          | -                                          | -                                          | +                                          | -                                          | -                                          | -                                          | -                                          | -                                          | +                                          | 1978                                       | Optional                                   |
| 350-185 | LM1                                        | 8,2                                        | четырёх- камерный                          | -                                          | -                                          | -                                          | -                                          | -                                          | -                                          | +                                          | -                                          | -                                          | -                                          | -                                          | +                                          | 1978                                       | Z28                                        |
| 350-170 | LM1                                        | 8,2                                        | четырёх- камерный                          | -                                          | -                                          | -                                          | -                                          | -                                          | +                                          | -                                          | -                                          | -                                          | -                                          | -                                          | +                                          | 1979                                       | Optional                                   |
| 350-175 | LM1                                        | 8,2                                        | четырёх- камерный                          | -                                          | -                                          | -                                          | -                                          | -                                          | -                                          | +                                          | -                                          | -                                          | -                                          | -                                          | +                                          | 1979                                       | Z28                                        |
| 350-190 | LM1                                        | 8,2                                        | четырёх- камерный                          | -                                          | -                                          | -                                          | -                                          | +                                          | -                                          | -                                          | -                                          | -                                          | -                                          | -                                          | +                                          | 1980                                       | Z28                                        |
| 350-190 | LM1                                        | 8,2                                        | четырёх- камерный                          | -                                          | -                                          | -                                          | -                                          | -                                          | -                                          | -                                          | -                                          | -                                          | -                                          | -                                          | +                                          | 1981                                       | Z28                                        |
| Восьмицилиндровые «большие» двигатели (V8) |                                            |                                            |                                            |                                            |                                            |                                            |                                            |                                            |                                            |                                            |                                            |                                            |                                            |                                            |                                            |                                            |                                            |
| 396-300 HP 396-240 | LS3                                        | 8,5                                        | четырёх- камерный                          | -                                          | -                                          | -                                          | -                                          | -                                          | -                                          | -                                          | -                                          | +                                          | +                                          | -                                          | +                                          | 1971 1972                                  | SS                                         |
| 396-350 HP | L34                                        | 10,25                                      | четырёх- камерный                          | -                                          | -                                          | -                                          | -                                          | -                                          | -                                          | -                                          | -                                          | +                                          | +                                          | -                                          | +                                          | 1970                                       | SS                                         |
| 396-375 HP | L78                                        | 11,0                                       | четырёх- камерный                          | -                                          | -                                          | -                                          | -                                          | -                                          | -                                          | -                                          | -                                          | +                                          | +                                          | -                                          | -                                          | 1970                                       | SS                                         |
| * двигатели: рабочий объём, cid — мощность, л. с. (HP = bhp) ** механические коробки передач: число — передаточное отношение первой передачи *** автоматические трансмиссии: PG — Powerglide, THM — Turbo Hydra-Matic |                                            |                                            |                                            |                                            |                                            |                                            |                                            |                                            |                                            |                                            |                                            |                                            |                                            |                                            |                                            |                                            |                                            |

### Электронный блок управления
С 1981 модельного года на все модели Chevrolet стали устанавливать электронный блок управления силовым приводом CCC (Computer Command Control). Получая сигналы от датчика кислорода в выхлопном коллекторе, температуры охлаждающей жидкости, разрежения на входе двигателя, его оборотов, положения дроссельной заслонки карбюратора, а на некоторых моделях, скорости автомобиля, компьютер управлял составом топливно-воздушной смеси, системой дожига выхлопных газов (AIR) и углом опережения зажигания. На V-образных шестицилиндровых моторах контроллер, также регулировал обороты холостого хода. В случае установки на автомобиль автоматической трансмиссии, электронный блок управлял блокировкой гидротрансформатора.
Непрерывное управление карбюратором и другими системами двигателя давало возможность получить от него максимальную отдачу. При этом уровень вредных выбросов в выхлопных газах снижался, улучшалась топливная экономичность автомобиля.
Помимо прочего, блок управления контролировал работу двигателя и, в случае отказа какой-либо из систем, информировал об этом водителя надписью «Проверь двигатель» на панели проборов. На станции технического обслуживания механик подключал специальный тестер к блоку управления, считывал выдаваемые им коды и легко определял неисправность.

### Системы снижения выбросов
1970-е годы были отмечены чрезвычайной активностью законодательных органов США в деле ограничения выбросов вредных веществ автомобилями. Вновь появляющиеся правила требовали от автопроизводителей разработки и установки самых разнообразных систем ограничения выбросов.
Одной из таких систем, устанавливаемой на часть двигателей была система дополнительной подачи воздуха AIR. (Air Injection Reactor System). Специальный насос подавал воздух в выхлопной коллектор, снижая содержание в отработавшая газах не окислившихся компонентов. После начала установки на двигатели каталитических нейтрализаторов, с 1975 модельного года функции системы немного изменились и она была переименована в CAI (Converter Air Injection). С 1977 года, в связи с перемещением нейтрализатора в выпускной коллектор на части двигателей, система стала обозначаться как MAI (Manifold Air Injection). В 1981 модельном году вновь появившейся электронный контроллер управления двигателем стал также управлять работой системы подачи воздуха.
Другой системой, применявшейся на всех автомобилях была система вентиляции клапанных коробок PCV (Positive Crankcase Ventilation). За счёт разрежения во впускном коллекторе, газы и пары масла, высасывались и подавались в двигатель для повторного сжигания.
Целый набор систем управлял подачей воздуха на вход карбюратора. Система контроля сгорания CCS (Controlled Combustion System) имела специальную управляемую заслонку во входном патрубке воздушного фильтра, которая за счёт смешивания холодного и горячего создавала воздух требуемой температуры. В 1973 модельном году на воздушные фильтры всех двигателей стали устанавливать клапан, добавляющий горячий воздух от двигателя: система CHA (Carburetor Heated Air или Carburetor Hot Air). Смешивание холодного и горячего воздуха обеспечивало лучшую испаряемость бензина и снижало уровень окислов углерода в отработавших газах. С 1979 года дополнительный клапан стал задерживать подачу холодного воздуха при запуске мотора, улучшая его работу в холодном состоянии, система T-CHA (Trapped Carburetor Hot Air). Подогрев горючей смеси карбюратора EFE (Early Fuel Evaporation) холодного двигателя появился в 1975 модельном году. Специальная электроподогреваемая решетка устанавливалась между карбюратором и впускным коллектором и позволяла быстрее прогреть двигатель после запуска.
Все автомобили с механическими трансмиссиями в 1970—1974 модельных годах имели систему управляющую вакуум-корректором распределителя, TCS (Transmission Controled Spark), которая изменяла угол опережения зажигания в зависимости от режима движения, добиваясь снижения выброса вредных веществ. Появившаяся в 1979 модельном году система CTS (Cold Trapped Spark) регулировала угол опережения зажигания при резком нажатии на педаль акселератора, улучшая тягу холодного двигателя.
Первоначально только на модели поставляемые в Калифорнию, а с 1971 модельного года на все автомобили стали устанавливать систему, ограничившую попадание вредных испарений в атмосферу FEC (Fuel Evaporation Control System). Она имела специальный, установленный рядом с бензобаком адсорбер, который осаждал пары и возвращал жидкий бензин в бак. Крышка заправочной горловины стала глухой, не допускающей испарения бензина.
Систему рециркуляции отработавших газов EGR (Exhaust Gas Recirculation) стали устанавливать на все автомобили с 1973 модельного года. Специальный клапан на определённых режимах работы двигателя, когда он вырабатывал наибольшее количество вредных веществ перепускал часть выхлопных газов обратно во впускной коллектор для повторного сжигания.
С 1975 модельного года на все автомобили стали устанавливать каталитический нейтрализатор отработавших газов, который располагался справа под полом в ногах переднего пассажира UFC (Underfloor Converter). С 1977 года на автомобили с шестицилиндровыми рядными двигателями поставляемые в Калифорнию нейтрализатор стали размещать в выпускном коллекторе, такая система называлась MMC (Monolit Manifold Converter).

## Трансмиссии
Все модели Camaro второго поколения стандартно оборудовались механическими трёх- или четырёхступенчатыми коробками передач, автоматические трансмиссии устанавливались только по заказу (кроме автомобилей, поставляемых в Калифорнию, на которые в 1976—1980 модельных годах устанавливались только автоматические коробки передач). Тип применяемой коробки зависел от установленного двигателя.

### Механические коробки передач
Сухое однодисковое сцепление с механическим (рычажным) приводом от подвесной педали использовалось со всеми двигателями. Для шестицилиндровых моторов до 1979 модельного года применялось сцепление с плоской диафрагменной пружиной с диском диаметром 232 мм (9,12 дюйма). Для всех других двигателей использовалось сцепление с конической диафрагменной пружиной; «малые» восьмицилиндровые моторы имели диск диаметром 263 мм (10,34 дюйма), «большие» восьмицилиндровые и самые мощные «малые» до 1975 модельного года — 279 мм (11 дюймов). Позже, в 1978—1979 годах самое большое сцепление (11") вновь устанавливалось только на версию Z28.
На все автомобили с шестицилиндровым двигателем и с базовым восьмицилиндровым мотором (L14) стандартно устанавливалась трёхступенчатая механическая коробка передач, производившаяся на заводе трансмиссий Chevrilet в Сагино (Chevrolet Saginaw Transmission) (передаточное число первой передачи: 2,85). Коробка была выполнена по двухвальной схеме с постоянным зацеплением косозубых шестерён, синхронизаторами на всех передачах переднего хода и заключена в чугунный корпус. С 1975 модельного года ряд передаточных чисел коробки был изменён (3,11) одновременно с уменьшением передаточного главной передачи. Ещё раз передаточные числа коробки были повышены (3,5) в 1978 году. Вновь появившийся в 1980 модельном году V-образный шестицилиндровый мотор использовал ту же базовую коробку, что и заменённый им рядный двигатель. В 1972—1974 годах некоторые другие восьмицилиндровые моторы, в основном для поставки в Калифорнию, базово оснащались трёхступенчатыми коробками со своим рядом передаточных чисел (2,54).
Эта же коробка передач (передаточное число первой передачи: 2,54) производства Сагино (Saginaw), но в четырёхступенчатом варианте устанавливалась вместе с восьмицилиндровыми моторами в 1970—1975 модельных годах. В 1975 году у неё также был изменён ряд передаточных чисел (2,85) и она устанавливалась на автомобили до конца 1979 модельного года.
С «большими» и мощными «малыми» восьмицилиндровыми двигателями в 1970—1974 годах устанавливалась другая коробка передач, выпускаемая в Muncie. Помимо базовой коробки (передаточное число первой передачи: 2,52), по заказу можно было установить коробку передач с укороченным рядом (2,20) или усиленную (Heavy Duty) коробку с таким же (2,20) рядом. Последняя имела специально спроектированные для передачи высокого крутящего момента косозубые шестерни с особым профилем зубьев, усиленные валы и подшипники. Все коробки производства Манси отличалась тем, что имели корпус из алюминиевого сплава.
На скоростную версию Z28 в 1977—1979 модельных годах устанавливалась коробка передач (передаточное число первой передачи: 2,64) производства Borg-Warner. В 1980—1981 годах эта коробка, но с другим рядом передаточных чисел (3,42) была единственной четырёхступенчатой коробкой устанавливаемой на Camaro.
Все механические коробки передач управлялись с помощью рычага расположенного между передними сидениями. В 1972 модельном году появился новый механизм переключения передач четырёхступенчатой коробки, который требовал утапливания рычага при включении задней передачи, что исключило её случайный выбор.
| Механические коробки передач | Механические коробки передач | Механические коробки передач | Механические коробки передач | Механические коробки передач | Механические коробки передач             | Механические коробки передач | Механические коробки передач |
| Передаточные числа:          | Передаточные числа:          | Передаточные числа:          | Передаточные числа:          | Передаточные числа:          | Применяемость                            | Модельные годы               | Примечания                   |
| первая передача              | вторая передача              | третья передача              | четвёртая передача           | задний ход                   | Применяемость                            | Модельные годы               | Примечания                   |
| ---------------------------- | ---------------------------- | ---------------------------- | ---------------------------- | ---------------------------- | ---------------------------------------- | ---------------------------- | ---------------------------- |
| Трёхступенчатые коробки      |                              |                              |                              |                              |                                          |                              |                              |
| 3,50                         | 1,89                         | 1,00                         | —                            | 3,62                         | L6                                       | 1978—1979                    | Standard                     |
| 3,50                         | 1,89                         | 1,00                         | —                            | 3,62                         | V6 229 (LC3)                             | 1980—1981                    | Standard                     |
| 3,11                         | 1,84                         | 1,00                         | —                            | 3,22                         | L6                                       | 1975                         | Standard                     |
| 3,11                         | 1,84                         | 1,00                         | —                            | 3,22                         | L6, V8 305                               | 1976—1977                    | Standard                     |
| 2,85                         | 1,68                         | 1,00                         | —                            | 2,95                         | L6, V8-307                               | 1970—1972                    | Standard                     |
| 2,85                         | 1,68                         | 1,00                         | —                            | 2,95                         | L6                                       | 1974                         | Standard                     |
| 2,85                         | 1,68                         | 1,00                         | —                            | 2,95                         | V8 350 (L65), V8 350 (LM1)               | 1975                         | Standard                     |
| 2,54                         | 1,50                         | 1,00                         | —                            | 2,63                         | V8 350 (L65)                             | 1972                         | Standard                     |
| 2,54                         | 1,50                         | 1,00                         | —                            | 2,63                         | V8 350 (L65), V8 350 (L48)               | 1973                         | Standard                     |
| 2,54                         | 1,50                         | 1,00                         | —                            | 2,63                         | V8 350 (L65), V8 350 (LM1), V8 350 (L48) | 1974                         | Standard                     |
| Четырёхступенчатые коробки   |                              |                              |                              |                              |                                          |                              |                              |
| 3,42                         | 2,28                         | 1,45                         | 1,00                         | 3,51                         | V8 350 (LM1)                             | 1980                         | Standard                     |
| 3,42                         | 2,28                         | 1,45                         | 1,00                         | 3,51                         | V8 305 (LG4)                             | 1981                         | Standard                     |
| 2,85                         | 2,02                         | 1,35                         | 1,00                         | 2,85                         | V8 350 (LM1)                             | 1976—1977                    | Standard                     |
| 2,85                         | 2,02                         | 1,35                         | 1,00                         | 2,85                         | V8-305 (LG3), V8 350 (LM1)               | 1978—1979                    | Standard                     |
| 2,85                         | 2,02                         | 1,35                         | 1,00                         | 2,85                         | V8-305 (LG4)                             | 1975                         | Optional                     |
| 2,64                         | 1,75                         | 1,34                         | 1,00                         | 2,55                         | V8 350 (LM1) Z28                         | 1977—1979                    | Standard                     |
| 2,54                         | 1,80                         | 1,44                         | 1,00                         | 2,54                         | V8 350 (L65)                             | 1970—1972                    | Standard                     |
| 2,54                         | 1,80                         | 1,44                         | 1,00                         | 2,54                         | V8 350 (L48)                             | 1972                         | Standard                     |
| 2,54                         | 1,80                         | 1,44                         | 1,00                         | 2,54                         | V8 350 (L65) V8 350 (L48)                | 1973                         | Optional                     |
| 2,54                         | 1,80                         | 1,44                         | 1,00                         | 2,54                         | V8 350 (L65) V8 350 (LM1) V8 350 (L48)   | 1974                         | Optional                     |
| 2,54                         | 1,80                         | 1,44                         | 1,00                         | 2,54                         | V8 350 (LM1)                             | 1975                         | Optional                     |
| 2,52                         | 1,88                         | 1,46                         | 1,00                         | 2,59                         | V8 350 (L48) (LT1), V8 396 (L34) (L78)   | 1970                         | Standard                     |
| 2,52                         | 1,88                         | 1,46                         | 1,00                         | 2,59                         | V8 350 (L48) (LT1), V8 396 (LS3)         | 1971—1972                    | Standard                     |
| 2,52                         | 1,88                         | 1,46                         | 1,00                         | 2,59                         | V8 350 (L82)                             | 1973—1974                    | Standard                     |
| 2,20                         | 1,64                         | 1,27                         | 1,00                         | 2,26                         | V8 350 (LT1), V8 396 (L34) (L78)         | 1970                         | Optional                     |
| 2,20                         | 1,64                         | 1,27                         | 1,00                         | 2,26                         | V8 350 (LT1), V8 396 (LS3)               | 1971—1972                    | Optional                     |
| 2,20                         | 1,64                         | 1,27                         | 1,00                         | 2,26                         | V8 350 (L82)                             | 1973—1974                    | Optional                     |

### Автоматические трансмиссии
Автоматическая двухступенчатая гидромеханическая трансмиссия Powerglide устанавливалась по заказу вместе с шестицилиндровым и стандартным (L14) восьмицилиндровым двигателями в 1970—1972 модельных годах. Трансмиссия состояла из гидротрансформатора, непосредственно присоединённого к маховику двигателя и планетарных редукторов, вся конструкция была заключена в единый корпус из алюминиевого сплава. От шестерёнчатого насоса давление жидкости через систему гидравлических переключателей подавалось на поршни замыкающие или распускающие фрикционные муфты, осуществляя таким образом автоматическую смену передач. Трансмиссия имела стандартную схему переключения P-R-N-D-L и рычаг, расположенный на рулевой колонке, но при заказе опционной консоли рычаг переключения размещался между передними сидениями.
С остальными восьмицилиндровыми двигателями по заказу поставлялась трёхступенчатая гидромеханическая трансмиссия Turbo Hydra-Matic THM350. Она состояла из гидротрансформатора, планетарных редукторов с фрикционными и обгонными муфтами и гидравлической системы управления. Трансмиссия переключалась по схеме P-R-N-D-L2-L1, то есть имелась возможность принудительного удержания первой или второй передач и управлялась рычагом, расположенным на рулевой колонке. При заказе опционной консоли, рычаг переключения располагался между сидениями. На «большие» двигатели и самые мощные «малые» моторы до 1974 модельного года включительно устанавливалась усиленная гидромеханическая трансмиссия THM400. Она имела иной ряд передаточных чисел, увеличенный гидротрансформатор и немного изменённую конструкцию. Начиная с 1973 года трансмиссию THM250, упрощённую версию коробки THM350 можно было заказать и с шестицилиндровым мотором. В 1980 модельном году с вновь появившимися V-образными шестицилиндровыми моторами по заказу стали поставлять новую облегчённую и усовершенствованную трансмиссию THM200c, но в 1981 году она была заменена на коробку THM250c. Также, с 1981 модельного года автоматические трансмиссии получили дополнительную муфту, блокирующую, для исключения потерь гидротрансформатор при переключении на высшую передачу. Такие трансмиссии получили добавочный индекс «c» в обозначении.
| Автоматические трансмиссии | Автоматические трансмиссии | Автоматические трансмиссии | Автоматические трансмиссии | Автоматические трансмиссии | Автоматические трансмиссии | Автоматические трансмиссии | Автоматические трансмиссии |
| Модель                     | Передаточные числа:        | Передаточные числа:        | Передаточные числа:        | Передаточные числа:        | Передаточные числа:        | Применяемость              | Модельные годы             |
| Модель                     | гидро трансформатор        | первая передача            | вторая передача            | третья передача            | задний ход                 | Применяемость              | Модельные годы             |
| -------------------------- | -------------------------- | -------------------------- | -------------------------- | -------------------------- | -------------------------- | -------------------------- | -------------------------- |
| Powerglide                 | 2,1                        | 1,82                       | 1,00                       | —                          | 1,82                       | L6, V8-307                 | 1970—1972                  |
| THM400                     | 2,1                        | 2,48                       | 1,48                       | 1,00                       | 2,08                       | V8 350 (LT1), V8 396 (L34) | 1970                       |
| THM400                     | 2,1                        | 2,48                       | 1,48                       | 1,00                       | 2,08                       | V8 350 (LT1), V8 396 (LS3) | 1971—1972                  |
| THM400                     | 2,1                        | 2,48                       | 1,48                       | 1,00                       | 2,08                       | V8 350 (L82)               | 1973—1974                  |
| THM350                     | 2,0—2,1                    | 2,52                       | 1,52                       | 1,00                       | 1,93                       | все остальные двигатели    | 1970—1980                  |
| THM350c                    | 2,0—2,1                    | 2,52                       | 1,52                       | 1,00                       | 1,93                       | все остальные двигатели    | 1981                       |
| THM250                     | 2,0—2,1                    | 2,52                       | 1,52                       | 1,00                       | 1,93                       | L6                         | 1973—1979                  |
| THM250c                    | 2,0—2,1                    | 2,52                       | 1,52                       | 1,00                       | 1,93                       | V6                         | 1981                       |
| THM200c                    | 2,35                       | 2,74                       | 1,57                       | 1,00                       | 2,07                       | V6                         | 1980                       |

### Карданная передача и задний мост
От коробки передач с помощью цельного стального трубчатого карданного вала (разной длины для различных типов коробок передач) с двумя шарнирами на концах вращение передавалось на не разрезной задний мост. Мост состоял из чугунного корпуса главной передачи и дифференциала (по заказу можно было установить дифференциал с повышенным внутренним сопротивлением Positraction), в который были запрессованы и приварены стальные трубы полуосей. Имелся широкий выбор передаточных чисел главной передачи, учитывающий характеристики любого двигателя и трансмиссии: от 2,73 до 4,10 в 1970—1974 модельных годах; от 2,56 до 3,73 в 1975—1977 годах; от 2,41 до 3,73 в 1978—1979 модельных годах; от 2,56 до 3,42 в 1980—1981 годах.

## Ходовая часть

### Подвеска
В конце 1960-х на General Motors было принято решение унифицировать переднюю подвеску выпускаемых автомобилей. В результате была создана единая корпоративная независимая пружинная подвеска на поперечных рычагах не равной длины SLA (Short-Long Arm).
Camaro оснащался такой стандартной подвеской, но для лучшей управляемости получил другие углы установки колёс. Кроме того, у него были специально калиброванные пружины, установленные на нижние рычаги и особой настройки гидравлические телескопические амортизаторы двухстороннего действия, размещённые внутри пружин. С наружной стороны к рычагам подвески через шаровые пальцы крепился стальной поворотный кулак, внутри рычаги крепились к подрамнику с помощью резино-металлических сайлент-блоков. На все модели спереди стандартно устанавливался стабилизатор поперечной устойчивости, связывающий нижние рычаги.
Задний мост с помощью двух продольных многолистовых рессор крепился к кузову через резино-металлические шарниры. Гидравлические телескопические амортизаторы двухстороннего действия были установлены асимметрично. Правый амортизатор находился перед задним мостом, а левый был размещён за ним.
Помимо стандартной, на мощные (SS) и скоростные (Z28) модели устанавливался усиленный вариант подвески с настроенными по-другому амортизаторами, большего диаметра передним стабилизатором и стабилизатором поперечной устойчивости сзади.

### Рулевое управление
Все модели стандартно оборудовались безопасной телескопической рулевой колонкой, которая складывалась при ударе, предохраняя водителя от травм. По заказу могла быть установлена регулируемая по углу наклона колонка.
Рулевой механизм типа винт-шариковая гайка поворачивал сошку, которая через расположенную перед осью рулевую трапецию с маятниковым рычагом поворачивала колёса. Все шарниры рулевой трапеции периодически смазывались шприцеванием. Полное количество оборотов рулевого колеса при повороте колёс из одного крайнего положения в другое составляло от 6,2 до 4,1 в зависимости от применяемого рулевого механизма.
За дополнительную плату рулевое управление оборудовалось гидравлическим усилителем с переменным передаточным отношением. Насос, установленный на двигателе подавал давление в гидроцилиндр, который непосредственно воздействовал на шариковую гайку помогая водителю повернуть колёса. При установке гидроусилителя, за счёт уменьшения передаточного отношения рулевого механизма полное количество оборотов рулевого колеса сокращалось до 2,3. С 1975 модельного года усилитель рулевого управления стал стандартным оборудованием.

### Тормозная система
Двухконтурная (разделение по осям) гидравлическая тормозная система была оборудована дисковыми тормозными механизмами спереди и барабанными сзади.
Поверх чугунных вентилируемых тормозных дисков диаметром 279 мм (11 дюймов) были установлены тормозные суппорты с одним цилиндром диаметром 74,6 мм. Внутри задних комбинированных (чугунный обод и стальная ступица) оребрённых барабанов диаметром 241 мм (9,5 дюймов) были установлены тормозные механизмы с одним цилиндром диаметром 22,2 мм, увеличенным до 23,8 мм с 1976 модельного года.
Первоначально только на мощные версии (SS) стандартно устанавливался вакуумный усилитель тормозов производства Delco, на другие модели его можно было установить только по заказу. С 1976 модельного года усилитель тормозов стал стандартным оборудованием всех автомобилей, кроме моделей с шестицилиндровыми двигателями.
В приводе тормозов имелся специальный гидравлический датчик потери давления в каждом из контуров и соответствующая сигнальная лампочка на панели приборов, а также регулятор тормозных сил, который снижал давление в задних тормозах, препятствуя их преждевременной блокировке.
Стояночный тормоз ножного (от педали) привода с помощью рычагов и тросов воздействовал на задние барабанные тормоза. Для снятия автомобиля с тормоза необходимо было потянуть за рычаг слева под передней панелью.

### Колёса и шины
Базовые модели комплектовались стальными штампованными колёсами размерностью 6,00х14 на которые устанавливались бескамерные диагональные шины размерностью E78x14 (7,35x14). На модель SS устанавливались более широкие колёса размерностью 7,00х14 и другие шины размерностью F70x14B (7,75x14), а на Z28 — большего диаметра колёса размерностью 7,00х15 и шины размерностью F60x15B (7,75x15).
Начиная с 1974 модельного года на автомобили с 14-дюймовыми колёсами можно было заказать новые радиальные шины размерностью FR78x14B (7,75x14). С 1977 года радиальные шины размерностью GR70x15B (8,15x15) стали доступны и для модели Z28, а со следующего 1978 модельного года радиальные шины двух размерностей стали стандартным оснащением всех моделей Camaro.
В стандартном исполнении колесо закрывалось небольшим колпаком в центре, но по заказу были доступны полностью закрывающий колесо колпаки разной формы, в том числе имитирующие спицы. Специальной формы стальные штампованные 14- и 15-дюймовые колёса устанавливались на особые версии Rally Sport и Z28.. С 1979 модельного года появилась возможность заказать 15-дюймовые колёса из алюминиевого сплава. Все колёса устанавливались на пять шпилек и крепились гайками.

## Производство
| Производство по модельным годам | Производство по модельным годам | Производство по модельным годам | Производство по модельным годам | Производство по модельным годам | Производство по модельным годам | Производство по модельным годам | Производство по модельным годам | Производство по модельным годам | Производство по модельным годам |
| Модельный год                   | Всего                           | Модели                          | Модели                          | Модели                          | Модели                          | Двигатели                       | Двигатели                       | Автоматическая трансмиссия      |                                 |
| Модельный год                   | Всего                           | Rally Sport                     | Super Sport                     | Type LT, Berlinetta             | Z28                             | V8                              | L6, V6                          | Автоматическая трансмиссия      |                                 |
| ------------------------------- | ------------------------------- | ------------------------------- | ------------------------------- | ------------------------------- | ------------------------------- | ------------------------------- | ------------------------------- | ------------------------------- | ------------------------------- |
| 1970                            | 124 889                         | 27 136                          | 12 476                          | —                               | 8733                            | 112 323                         | 12 566                          | 91 352                          |                                 |
| 1971                            | 114 643                         | 18 404                          | 8377                            | —                               | 4862                            | 103 452                         | 11 191                          | 90 987                          |                                 |
| 1972                            | 68 656                          | 11 364                          | 6562                            | —                               | 2575                            | 63 832                          | 4824                            | 56 768                          |                                 |
| 1973                            | 96 756                          | 16 133                          | —                               | 32 327                          | 11 574                          | 93 138                          | 3618                            | 79 404                          |                                 |
| 1974                            | 151 008                         | —                               | —                               | 48 963                          | 13 802                          | 128 810                         | 22 198                          | 128 659                         |                                 |
| 1975                            | 145 789                         | 7000                            | —                               | 39 843                          | —                               | 116 430                         | 29 359                          | 126 533                         |                                 |
| 1976                            | 182 981                         | 15 855                          | —                               | 52 421                          | —                               | 144 934                         | 38 047                          | 160 145                         |                                 |
| 1977                            | 218 854                         | 17 026                          | —                               | 72 787                          | 14 349                          | 187 464                         | 31 390                          | 196 506                         |                                 |
| 1978                            | 272 631                         | 11 902                          | —                               | 71 331                          | 54 907                          | 235 649                         | 36 982                          | 239 559                         |                                 |
| 1979                            | 282 571                         | 19 101                          | —                               | 67 236                          | 84 887                          | 260 658                         | 21 913                          | 249 012                         |                                 |
| 1980                            | 152 005                         | 12 015                          | —                               | 26 679                          | 45 137                          | 100 901                         | 51 104                          | 132 625                         |                                 |
| 1981                            | 126 139                         | —                               | —                               | 20 253                          | 43 272                          | 74 135                          | 52 004                          | 107 760                         |                                 |
| Всего                           | 1 936 922                       |                                 |                                 |                                 |                                 |                                 |                                 |                                 |                                 |

## Комментарии
1. 1 2 3 4 5 6 7 8 9 10 11  Brake horsepower — мощность двигателя без дополнительного оборудования (водяной насос, генератор и тому подобное), брутто, примерно на 10—15 % больше мощности, замеренной по современным стандартам (DIN, SAE).
2. 1 2 3 4 5 6 7 8 9 10 11 12  Распределение веса на переднюю и заднюю оси.
3. 1 2  Модельный год[англ.], отличный от календарного, обычно, но не всегда, начинался осенью, в сентябре — октябре. Здесь везде, кроме оговоренных случаев, используются данные за календарный год.
4. 1 2 3  Cubic inch displacement — рабочий объём двигателя в кубических дюймах.

### Материалы GM
1. 1969 Chevrolet Camaro. — USA: Chevrolet Custom Assistance Centre, 1968. Архивировано 5 марта 2016 года.
2. 1970 Chevrolet Camaro. — USA: Chevrolet Motor Division, 1969. Архивировано 23 сентября 2017 года.
3. 1971 Chevrolet Camaro. — USA: Chevrolet Motor Division, 1970. Архивировано 5 марта 2016 года.
4. 1972 Chevrolet Camaro. — USA: Chevrolet Motor Division, 1971. Архивировано 23 сентября 2017 года.
5. 1973 Chevrolet Camaro. — USA: Chevrolet Motor Division, 1972. Архивировано 23 сентября 2017 года.
6. 1974 Chevrolet Camaro. — USA: Chevrolet Motor Division, 1973. Архивировано 23 сентября 2017 года.
7. 1975 Chevrolet Camaro. — USA: Chevrolet Motor Division, 1974. Архивировано 23 сентября 2017 года.
8. 1976 Chevrolet Camaro. — USA: Chevrolet Motor Division, 1975. Архивировано 23 сентября 2017 года.
9. 1977 Chevrolet Camaro. — USA: Chevrolet Motor Division, 1976. Архивировано 23 сентября 2017 года.
10. 1978 Chevrolet Camaro. — USA: Chevrolet Motor Division, 1977. Архивировано 23 сентября 2017 года.
11. 1979 Chevrolet Camaro. — USA: Chevrolet Motor Division, 1978. Архивировано 11 сентября 2015 года.
12. 1980 Chevrolet Camaro. — USA: Chevrolet Motor Division, 1979. Архивировано 23 сентября 2017 года.
13. 1981 Chevrolet Camaro. — USA: Chevrolet Motor Division, 1980. Архивировано 23 сентября 2017 года.

### Каталоги
1. Camaro (англ.). — Detroit, Michigan, USA: Chevrolet Motor Division, General Motors Corporation. — No. D-78769. — P. 10. Архивировано 2 ноября 2019 года.
2. 1972 Camaro (англ.). — Detroit, Michigan, USA: Chevrolet Motor Division, General Motors Corporation, 1971. — September (no. 1613). — P. 16. Архивировано 2 ноября 2019 года.
3. 1973 Camaro Building a better way to see the USA (англ.). — Detroit, Michigan, USA: Chevrolet Motor Division, General Motors Corporation, 1972. — September (no. 2223). — P. 12. Архивировано 2 ноября 2019 года.
4. 74 Camaro (англ.). — Detroit, Michigan, USA: Chevrolet Motor Division, General Motors Corporation, 1973. — September (no. 2671). — P. 12. Архивировано 2 ноября 2019 года.
5. Camaro 75 (англ.). — Detroit, Michigan, USA: Chevrolet Motor Division, General Motors Corporation, 1974. — September (no. 3011). — P. 7. Архивировано 2 ноября 2019 года.
6. 1976 Camaro (англ.). — Detroit, Michigan, USA: Chevrolet Motor Division, General Motors Corporation, 1975. — September (no. 3311). — P. 8. Архивировано 2 ноября 2019 года.
7. 77 Camaro (англ.). — Detroit, Michigan, USA: Chevrolet Motor Division, General Motors Corporation, 1976. — September (no. 3412). — P. 8. Архивировано 2 ноября 2019 года.
8. 1978 Camaro (англ.). — Detroit, Michigan, USA: Chevrolet Motor Division, General Motors Corporation, 1977. — July (no. 3571). — P. 12. Архивировано 2 ноября 2019 года.
9. Camaro 1979 (англ.). — Detroit, Michigan, USA: Chevrolet Motor Division, General Motors Corporation, 1978. — July (no. 3802). — P. 16. Архивировано 7 октября 2018 года.
10. 1980 Camaro (англ.). — Detroit, Michigan, USA: Chevrolet Motor Division, General Motors Corporation, 1979. — July (no. 3902). — P. 16. Архивировано 20 декабря 2019 года.
11. 1981 Camaro (англ.). — Detroit, Michigan, USA: Chevrolet Motor Division, General Motors Corporation, 1980. — July (no. 3971). — P. 12. Архивировано 7 октября 2018 года.

### Руководства по эксплуатации
1. 1973 Camaro Owner's Manual. — Detroit, Michigan, USA: Chevrolet Motor Division, General Motors Corporation, 1972. — (ST 309-73). Архивировано 2 апреля 2015 года.

### Книги
1. Anthony Young Camaro в «Книгах Google»
2. Darwin Holmstrom Camaro: Five Generations of Performance в «Книгах Google»
3. David Newhardt The Complete Book of Camaro в «Книгах Google»
4. John Gunnel, Jerry Heasley The Story of Camaro в «Книгах Google»
5. Steve Statham Camaro в «Книгах Google»